# 柏崎トルコ文化村
柏崎トルコ文化村（かしわざきトルコぶんかむら）は、かつて日本の新潟県柏崎市に存在したテーマパークである。

## 概要
トルコの民族紹介（ベリーダンスの実演等）や特産品の販売、世界三大料理の一つであるトルコ料理のレストランのほか、ケマル・アタテュルクの銅像（トルコ政府による寄贈）や子供向けのアトラクションが揃い、毛並みの変わった遊園地として地域からのニーズは高かったものの、新潟県外からの集客は取り込めず、経営状態は改善しないまま行き詰まった。
後に跡地を柏崎市が引き取り、入場料を無料として運営を続けることとし地元企業が出資した事業体の下で再出発するものの、2004年（平成16年）に発生した新潟県中越地震などにより入場客は激減。再建を断念し、再度閉鎖された。
閉鎖後、倒壊の危険性を理由として、ケマル・アタテュルク像が台座から外され、野ざらしにされていた。この実態を産経新聞などが報じ、2007年末にはトルコ大使館から移設要請があった。トルコとの友好関係への悪影響が懸念されたが、放置されていた銅像は、日本財団の協力を得て、東京都お台場にある船の科学館にて修復作業・一般公開を行ったのち、2010年（平成22年）6月に和歌山県串本町樫野にある樫野埼灯台近くの広場へ移設された。串本町は1890年にオスマン帝国の軍艦エルトゥールル号が沖合で遭難した際、住民総出で救助、看護に奔走し、食事・衣料を提供、遺体や遺品を収容し、日本とトルコの友好の地となっている。樫野埼灯台は乗組員が最初に救助を求めた場所として知られ、目前に遭難海域が見渡せる。町が挙げたいくつかの候補地の中からアダジャンル駐日トルコ大使（当時）が選んだ。

## 歴史
- 1996年7月27日 - 新潟中央銀行頭取の大森龍太郎が主導した3大融資プロジェクト・ゴールデンリング構想の一つとして開業（他の2つは新潟ロシア村と山梨県の富士ガリバー王国）。4万9千平方メートルの敷地に45億円をかけてイスタンブールの街並みを再現。設計は鹿島デザイン、施工は鹿島建設[4]。
- 1998年9月 - 客足の落ち込みを挽回するため、さらに30億の資金を借り入れ、4万平方メートル敷地拡張・第二テーマパーク建設を決定。
- 1999年
  - 7月24日 - 第二テーマパークオープン、入園料値上げ。
  - 10月 - メーンバンクの新潟中央銀行が破綻。トルコ村は同行から70億の融資を受けていたが、以降資金繰りに苦しむこととなる。
- 2000年12月 - 柏崎商工会議所から提案されたトルコ村再建案（柏崎市が新会社に出資）は議会で否決。
- 2001年
  - 5月 - 整理回収機構（RCC）が新潟中央銀行から資産の買取りを実施。
  - 12月 - 従業員全員を解雇し休業。
- 2002年7月 - 柏崎市がRCCから土地建物を1億5000万円で買い取り、地元観光業者を中心に出資設立された新会社K・T・Vに、土地を年間400万・建物を無償で貸し付ける形で18日に再オープン。入園料が無料となる。
- 2004年11月 - 入場客激減を受け再度閉鎖。

## 柏崎トルコ文化村騒動
- 2005年
  - 2月 - K・T・Vがトルコ文化村の運営断念、累積赤字は約1億5000万円に上る。
  - 6月初め - 在日トルコ商工会議所から市長宛の書簡で、3月31日・4月6日の2回に渡って駐日トルコ特命全権大使が市長にトルコ文化村の件で手紙を送っていたことが指摘される。市はトルコ大使館に手紙の写しを送ってもらうとともに、2通のオリジナルについて調査した。結果は3月31日付け手紙はトルコ側に発信記録有・柏崎市側に受付記録なし、4月6日付け手紙はトルコ側に発信記録なし（トルコ大使秘書は「出した記憶もないし、出した記録もない」と証言）・柏崎市側に受付記録なし。
  - 6月23日 - 市長がトルコ大使館を訪問、大使と面談。さらにトルコ商工会議所役員と4月6日手紙で提案されたトルコ側が運営する案を協議するも、トルコ側から具体案は出されなかった。
- 2006年
  - 1月5日 - 土地建物の譲渡先公募を行うことを発表[5]。その際マスコミとの質疑応答で市長は、トルコ大使館を通じて寄贈された物は友好関係維持のために有効に利用されることを公募の選定で考慮する旨を表明[6]。
  - 1月31日 - トルコ大使から前年4月6日付け手紙（トルコ側が運営する案）の回答を求める書簡が届く。
  - 2月28日 - 市長が再度トルコ大使館を訪問、大使と商工会議所会頭同席で公募のいきさつ、およびトルコ側に運営の意思があるなら公募に応募していただきたい旨を説明。
  - 3月3日 - 公募に応じるか調査のためトルコ大使館の一等参事官と商工会議所の2名が柏崎トルコ村現地視察。
  - 3月16日 - 市議会野党の公明党が公募の中止、昨年来の経過を議会に説明することを市長に申し入れる。
  - 3月24日 - 公募締め切り、受付件数は新潟県内の3社。　
  - 3月28日 - 柏崎市議・三井田孝欧と、杉並区議・松浦芳子がCS放送チャンネル桜の「報道ワイド日本」において「トルコに失礼だ」と譲渡反対の呼びかけをおこなう[7]。
  - 3月30日 - 市長が3回目の大使館訪問。公募の状況を説明。トルコ大使からは3月3日の視察の結果トルコ文化村の運営には多額の費用がかかり公募に応じるのを断念したこと、柏崎市政に干渉するつもりはないこと、公募にあたりトルコとの友好に配慮されていることに感謝の意が示される。
  - 4月3日 - チャンネル桜の番組『ふるさとから日本へ!』（#81、収録3月29日、出演・三井田、松浦、東京都中央区議二瓶文隆、渋谷区議岡本浩一、神奈川県座間市議 佐藤みと、埼玉県久喜市議鈴木松蔵）[8]でトルコ村問題が協議され全国地方議員から柏崎市に抗議活動をする計画が持ち上がる。
  - 4月4日 - 統一教会の日刊紙『世界日報』が柏崎トルコ文化村問題に関する記事を配信。
  - 4月5日 - 市長が定例記者会見で昨年来の経緯を説明[9]。譲渡先を選定する審議会始まる。
  - 4月24日 - 市長が4回目の大使館。内定結果を報告。
  - 4月25日 - 公募審査の結果、最高価格を提示しトルコ文化村隣接地でホテル・結婚式場を運営する会社に譲渡先が内定したことを公表。
  - 5月10日 - 譲渡反対派の三井田が、告発・情報系サイト「二階堂ドットコム」に市長や市議会を批判する投書[10]をおこなう。
  - 5月22日 - チャンネル桜「日本とトルコの友好を支援する地方議員の会」（代表・岡本、事務局長・松浦）数名が、トルコ村譲渡反対の署名を持って東京のトルコ大使館に押しかけ、柏崎市政にトルコ大使を干渉させようと試みるも一蹴される[11]。
  - 6月6日 - 市長が譲渡先企業の社長を伴い5度目の大使館訪問。大使に今後の計画を説明、大使からは賛意と激励の意が表される[12]。
  - 6月21日 - 議会で、公募の要件に記載されていた譲渡先との間の買戻し特約のみでは第三者（敷地に抵当権を設定し金を貸す金融機関等）に対抗できず、第三者に対抗する買戻し特約の必要性が指摘される。
  - 6月22日 - 柏崎市財務部部長より第三者に対抗する買戻特約の登記をすることが表明される。
  - 6月23日 - 市議会最終日、出席議員全員の賛成でトルコ文化村譲渡が承認される。譲渡価格1億4000万円。
  - 6月26日 - 第三者に対抗する買戻特約の登記は公募の条件にそもそもないものであり、譲渡先会社に融資を行う金融機関（第四銀行）からの同意が得られず、結果一般登記で譲渡することとなる。
  - 9月 - トルコ文化村売却に関わる登記問題で、市長、助役が給与1か月分10%のカットを申し出、議会で承認される。

## 所在地
- 新潟県柏崎市鯨波740